# Saint-Loup-des-Chaumes

Saint-Loup-des-Chaumes este o comună în departamentul Cher, Franța. În 1 ianuarie 2022 avea o populație de 285 de locuitori.